# Anomaloglossus astralogaster
Espèce
Anomaloglossus astralogaster est une espèce d'amphibiens de la famille des Aromobatidae.

## Répartition
Cette espèce est endémique du Cerro Brewster au Panama. Elle se rencontre entre 700 et 900 m d'altitude.

## Description
L'holotype de Anomaloglossus astralogaster, une femelle adulte, mesure 22,2 mm.

## Publication originale
- Myers, Ibáñez, Grant & Jaramillo, 2012 : Discovery of the frog genus Anomaloglossus in Panama, with descriptions of two new species from the Chagres Highlands (Dendrobatoidea: Aromobatidae). American Museum Novitates, no 3763, p. 1-19 (texte intégral).